# IC 3685
IC 3685 је појединачна звијезда у сазвјежђу Дјевица која се налази на листи објеката дубоког неба у Индекс каталогу.
Деклинација објекта је + 6° 52' 15" а ректасцензија 12h 42m 32,1s.